# Hypsocephalus nesiotes
Hypsocephalus nesiotes là một loài nhện trong họ Linyphiidae.
Loài này thuộc chi Hypsocephalus. Hypsocephalus nesiotes được Eugène Simon miêu tả năm 1914.